# Aeropuerto Germán Olano
Aeropuerto Germán Olano (IATA: PCR, OACI: SKPC) es un pequeño aeropuerto regional ubicado en la ciudad fronteriza con Venezuela de Puerto Carreño, Colombia. En este opera la aerolínea estatal Satena la cual posee un código compartido con Avianca hacia la ciudad de Bogotá. 

## Destinos

### Aerolíneas de pasajeros
- Satena
  - Bogotá / Terminal Puente Aéreo (Código compartido con Avianca)
  - Villavicencio / Aeropuerto Vanguardia

- Aero Rapidísimo Express
  - Villavicencio / Aeropuerto Vanguardia
  - Cumaribo / Aeropuerto Cumaribo

### Aerolíneas de carga
- Aerosucre
  - Bogotá / Aeropuerto Internacional El Dorado

## Estadísticas
Ver fuente y consulta Wikidata.